# Női 5000 méteres síkfutás a 2023-as atlétikai világbajnokságon
A 2023-as atlétikai világbajnokságon a női 5000 méteres síkfutás selejtezőfutamait augusztus 23-án, míg a döntőt augusztus 26-án rendezték meg Budapesten, a Nemzeti Atlétikai Központban.
A győzelmet a versenyszám norvég favoritja, a még mindig csak 22 éves, világbajnoki címvédő, norvég Faith Kipyegon szerezte meg. 
A világbajnoki elsőségért vívott küzdelem látványos összecsapást hozott a 14:05,20-ös időeredménnyel világcsúcstartó kenyai Faith Kipyegon, az olimpiai bajnok holland Sifan Hassan és a világbajnoki címvédő etióp Gudaf Tsegay között. Valamint bejelentkezett a címért még egy negyedik erős versenyző is, a terepfutó világbajnok és a tavalyi vb ezüstérmese, a kenyai Beatrice Chebet.
Gudaf Tsegay, aki ebben a szezonban eddig még veretlen volt és korábban a budapesti világbajnokságon már megszerezte a 10 000 méteres bajnoki címet, a döntő elejétől kezdve az élen haladt, az első két körben átvette a vezetést és irányította a versenyt. Etióp csapattársa, a 10 000 méteren bronzérmes Ejgayehu Taye a harmadik körben vette át az irányítást, míg Kipyegon feljött a harmadik helyre, majd elkezdte diktálni a verseny tempóját. 
A holland Sifan Hassan hátulról folyamatosan küzdötte fel magát előre, hogy ne maradjon nagyon le kenyai riválisa, Faith Kipyegon mögött, aki néhány nappal korábban már legyőzte őt 1500 méteren. Amint az utolsó kör kezdetét jelző csengő megszólalt, Kipyegon elkezdett a védjegyének számító hajrázni, Hassan próbálta a lépést tartani vele, míg Chebet szorosan követte őket a dobogóra jutásért való küzdelemben, miközben elhaladtak az elfáradó Tsegay mellett. 180 méterrel a vége előtt Kipyegon sebességet váltott és felgyorsult, 14:53,88-es időeredménnyel ért célba, Hassan pedig 14:54,11-el ezüstérmes lett. Chebet 14:54,33-mal szerezte meg a bronzérmet, közel két másodperccel gyorsabban csapattársánál, Kipkemboinál, akinek meg kellett elégednie a negyedik hellyel. Tsegay végül csak a 13. helyen ért célba (15:01,13). Ejgayehu Taye lett az első a három etióp versenyző közül, aki célba ért, ötödik lett 14:56,85-tel. Kipyegon győzelmével ő lett az első nő, aki aranyat nyert 1500 és 5000 méteren világbajnokságon.
A versenyszám egyetlen magyar indulója, Wagner-Gyürkés Viktória 15:29,42 időeredménnyel ért célba, ezzel nem jutott be a döntőbe, a 30. helyen végzett.

## Rekordok
A versenyt megelőzően a következő rekordok voltak érvényben:
| Rekord                                                 | Versenyző és nemzetisége   | Időeredmény | Helyszín                            | Dátum             |
| ------------------------------------------------------ | -------------------------- | ----------- | ----------------------------------- | ----------------- |
| Világrekord                                            | Faith Kipyegon (KEN)       | 14:05,20    | Párizs, Franciaország               | 2023. június 9.   |
| Világbajnoki rekord                                    | Hellen Obiri (KEN)         | 14:26,72    | Doha, Katar                         | 2019. október 5.  |
| Világ legjobb idei eredménye                           | Faith Kipyegon (KEN)       | 14:05,20    | Párizs, Franciaország               | 2023. június 9.   |
| Afrika rekord                                          | Faith Kipyegon (KEN)       | 14:05,20    | Párizs, Franciaország               | 2023. június 9.   |
| Ázsia rekord                                           | Bo Jiang (CHN)             | 14:28,09    | Sanghaj, Kína                       | 1997. október 23. |
| Észak-, valamint Közép-Amerika és Karibi-térség rekord | Alicia Monson (USA)        | 14:19,45    | London, Nagy-Britannia              | 2023. július 23.  |
| Dél-Amerika rekord                                     | Joselyn Daniely Brea (VEN) | 14:47,76    | Walnut, Amerikai Egyesült Államok   | 2023. május 6.    |
| Európa rekord                                          | Sifan Hassan (NED)         | 14:13,42    | London, Nagy-Britannia              | 2023. július 23.  |
| Óceániai rekord                                        | Kim Smith (NZL)            | 14:39,89    | New York, Amerikai Egyesült Államok | 2009. február 27. |

## Kvalifikációs rendszer
A világbajnokságnak erre a versenyszámára 14:57,00 perces időeredménnyel lehetett automatikus kvalifikációt kivívni.

## Időbeosztás
Az események időbeosztása helyi időben (UTC+2) a következők voltak:
| Dátum         | Kezdési időpont | Kör        |
| ------------- | --------------- | ---------- |
| Augusztus 23. | 19:02           | Selejtezők |
| Augusztus 26. | 20:50           | Döntő      |

## Eredmények
Az időeredmények perc:másodpercben értendők. A rövidítések jelentése a következő:
| - WR: világrekord - CR: világbajnoki rekord - WL: világ legjobb eredménye 2023-ban - AR: kontinentális rekord - NR: országos rekord - PB: egyéni legjobb eredménye | - SB: 2023-ban az addigi legjobb eredménye - Q: időeredmény alapján továbbjutott - q: helyezés alapján továbbjutott - DNS: nem indult a futamon - DNF: nem ért célba - DQ: kizárták |

### Selejtezők
A selejtezők futamait 2023. augusztus 23-án rendezték meg, melyeken a 40 versenyzőt 2 selejtezőfutamra osztották be. Minden selejtezőfutam első 8 helyezettje ( Q ) kvalifikálta magát a döntőbe.
| H  | F           | Név                        | Nemzet             | E        | Mj    |
| -- | ----------- | -------------------------- | ------------------ | -------- | ----- |
| 1  | 2           | Sifan Hassan               | Hollandia          | 14:32,29 | Q     |
| 2  | 2           | Faith Kipyegon             | Kenya              | 14:32,31 | Q     |
| 3  | 2           | Ejgayehu Taye              | Etiópia            | 14:33,23 | Q     |
| 4  | 2           | Freweyni Hailu             | Etiópia            | 14:34,16 | Q     |
| 5  | 2           | Lilian Kasait Rengeruk     | Kenya              | 14:36,61 | Q     |
| 6  | 2           | Nozomi Tanaka              | Japán              | 14:37,98 | Q, NR |
| 7  | 2           | Nadia Battocletti          | Olaszország        | 14:41,78 | Q     |
| 8  | 2           | Laura Galván               | Mexikó             | 14:43,94 | Q, NR |
| 9  | 1           | Beatrice Chebet            | Kenya              | 14:57,70 | Q     |
| 10 | 1           | Gudaf Tsegay               | Etiópia            | 14:57,72 | Q     |
| 11 | 1           | Margaret Chelimo Kipkemboi | Kenya              | 15:00,10 | Q     |
| 12 | 1           | Agate Caune                | Lettország         | 15:00,48 | Q, PB |
| 13 | 1           | Elise Cranny               | Egyesült Államok   | 15:01,53 | Q     |
| 14 | 1           | Medina Eisa                | Etiópia            | 15:03,07 | Q     |
| 15 | 1           | Alicia Monson              | Egyesült Államok   | 15:03,35 | Q     |
| 16 | 1           | Maureen Koster             | Hollandia          | 15:05,13 | Q     |
| 17 | 1           | Francine Niyomukunzi       | Burundi            | 15:05,24 | q     |
| 18 | 2           | Natosha Rogers             | Egyesült Államok   | 15:06,58 |       |
| 19 | 1           | Rose Davies                | Ausztrália         | 15:07,93 | SB    |
| 20 | 1           | Karoline Bjerkeli Grøvdal  | Norvégia           | 15:08,96 |       |
| 21 | 1           | Ririka Hironaka            | Japán              | 15:11,16 | SB    |
| 22 | 2           | Joselyn Daniely Brea       | Venezuela          | 15:11,16 |       |
| 23 | 2           | Amy-Eloise Markovc         | Nagy-Britannia     | 15:13,66 | SB    |
| 24 | 2           | Camilla Richardsson        | Finnország         | 15:13,84 |       |
| 25 | 1           | Sarah Chelangat            | Uganda             | 15:14,89 |       |
| 26 | 2           | Jessica Hull               | Ausztrália         | 15:15,89 |       |
| 27 | 1           | Megan Keith                | Nagy-Britannia     | 15:21,94 |       |
| 28 | 1           | Julie-Anne Staehli         | Kanada             | 15:24,09 |       |
| 29 | 2           | Mariana Machado            | Portugália         | 15:28,97 |       |
| 30 | 1           | Wagner-Gyürkés Viktória    | Magyarország       | 15:29,42 |       |
| 31 | 1           | Ludovica Cavalli           | Olaszország        | 15:32,95 |       |
| 32 | 2           | Anjelina Nadai Lohalith    | Menekült sportolók | 15:35,25 |       |
| 33 | 2           | Prisca Chesang             | Uganda             | 15:37,02 |       |
| 34 | 1           | Lauren Ryan                | Ausztrália         | 15:40,23 |       |
| 35 | 1           | Briana Scott               | Kanada             | 15:42,56 |       |
| 36 | 2           | He Wuga                    | Kína               | 15:54,30 |       |
| 37 | 2           | Erin Teschuk               | Kanada             | 15:56,54 |       |
| 38 | 1           | Juma Jamamoto              | Japán              | 16:05,57 |       |
|    | 2           | Fedra Aldana Luna Sambran  | Argentína          | DNF      |       |
| 2  | Sarah Lahti | Svédország                 | DNS                |          |       |

### Döntő
A döntőt 2023. augusztus 26-án 20:50-kor rendezték meg.
| H  | Név                        | Nemzet           | E        | Mj |
| -- | -------------------------- | ---------------- | -------- | -- |
| 1  | Faith Kipyegon             | Kenya            | 14:53,88 |    |
| 2  | Sifan Hassan               | Hollandia        | 14:54,11 |    |
| 3  | Beatrice Chebet            | Kenya            | 14:54,33 |    |
| 4  | Margaret Chelimo Kipkemboi | Kenya            | 14:56,62 |    |
| 5  | Ejgayehu Taye              | Etiópia          | 14:56,85 |    |
| 6  | Medina Eisa                | Etiópia          | 14:58,23 |    |
| 7  | Freweyni Hailu             | Etiópia          | 14:58,31 |    |
| 8  | Nozomi Tanaka              | Japán            | 14:58,99 |    |
| 9  | Elise Cranny               | Egyesült Államok | 14:59,22 |    |
| 10 | Laura Galván               | Mexikó           | 14:59,32 |    |
| 10 | Lilian Kasait Rengeruk     | Kenya            | 14:59,32 |    |
| 12 | Maureen Koster             | Hollandia        | 15:00,78 |    |
| 13 | Gudaf Tsegay               | Etiópia          | 15:01,13 |    |
| 14 | Alicia Monson              | Egyesült Államok | 15:04,08 |    |
| 15 | Francine Niyomukunzi       | Burundi          | 15:15,01 |    |
| 16 | Nadia Battocletti          | Olaszország      | 15:27,86 |    |